# Hydriastele beccariana
Hydriastele beccariana là loài thực vật có hoa thuộc họ Arecaceae. Loài này được Burret mô tả khoa học đầu tiên năm 1928.